# Neviusia
Die Neviusia sind eine Pflanzengattung aus der Familie der Rosengewächse (Rosaceae).

## Beschreibung
Neviusia sind unbestachelte, laubabwerfende Sträucher. Ihre Blätter sind einfach, die unverwachsenen Nebenblätter sind klein.
Der Blütenstand ist eine kurze, endständige Traube, die zwittrigen, fünfzähligen, attraktiven Blüten stehen an langen Blütenstielen, Kronblätter fehlen oder sind stark reduziert, die Kelchblätter liegen schuppenförmig übereinander, sind lang und laubblattähnlich, grün bis grünlich weiß und am Rand eingeschnitten, ein Außenkelch fehlt. Der Blütenbecher ist untertassen- bis tassenförmig.
Die zahlreichen Staubblätter sind weiß. Ein Diskus ist nicht erkennbar. Es gibt zwei bis fünf unverwachsene Stempel. Die Narben sind linealisch und einseitig auf dem endständigen Stylodium angebracht. Es gibt nur eine Samenanlage, die Frucht ist eine Achäne mit einem dünnen, fleischigen Mesokarp, das Endokarp ist krustig, es findet sich nur ein Same, dessen Endosperm sehr dünn ist.

## Verbreitung
Die Gattung findet sich in den westlichen und südöstlichen USA, an Hängen und Flussufern. Die Arten wachsen dort an schattigen bis offenen Standorten, häufig auf Kalkböden.

## Systematik

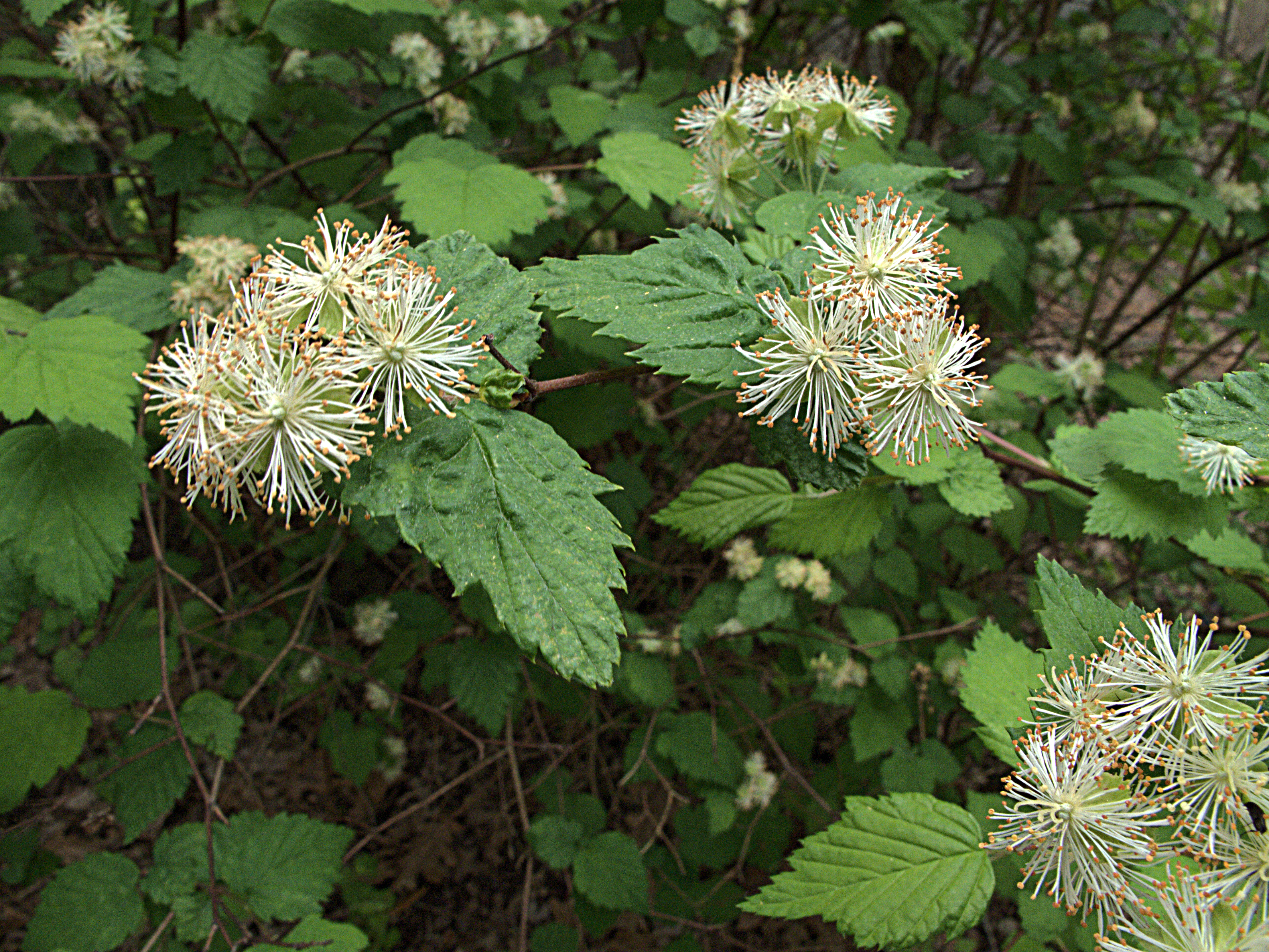
Neviusia cliftonii

Die Gattung wurde 1858 von Asa Gray erstbeschrieben. Sie wird eingeordnet in die Tribus Kerriae, Supertribus Kerriodae der Unterfamilie Spiraeoideae. Der Gattungsname ehrt Reuben  Denton Nevius (1827–1913), einen amerikanischen Geistlichen und Botaniker.
Es werden zwei Arten unterschieden. Beide Arten haben die Chromosomenzahl 2n = 18.
- Neviusia alabamensis A. Gray, weit verbreitet im Südosten Nordamerikas
- Neviusia cliftonii Shevock, Ertter & D.W. Taylor, endemisch am Mount Shasta in Nord-Kalifornien.

Die Gattung ist fossil seit dem Eozän bekannt, Neviusia dunthornei aus den Okanogan Highlands von British Columbia ähnelt stark Neviusia cliftonii.

## Nachweise
- C. Kalkman: Rosaceae. In: Klaus Kubitzki (Hrsg.): The Families and Genera of Vascular Plants - Volume VI - Flowering Plants - Dicotyledons - Celastrales, Oxalidales, Rosales, Cornales, Ericales. Springer-Verlag, Berlin 2004, S. 359, ISBN 978-3-540-06512-8